# Шаред (река)
Шаред — малая река в Ики-Бурульском районе Калмыкии.
Длина реки — 18 км, площадь её водосборного бассейна — 196 км², объём годового стока - 1,05 млн  м³. Главным источником питания являются талые снеговые воды. Дождевое питание незначительно, так как скудные осадки тёплого времени года, как правило, практически полностью испаряются. Теряется в степи у подножия Ергенинской возвышенности. 